# ریچی ویلیامز
ریچی ویلیامز (انگلیسی: Richie Williams؛ زادهٔ ۳ ژوئن ۱۹۷۰) یک بازیکن فوتبال اهل ایالات متحده آمریکا است.
وی همچنین در تیم ملی فوتبال ایالات متحده آمریکا بازی کرده است.